# Neoperla trinervis
Neoperla trinervis és una espècie d'insecte plecòpter pertanyent a la família dels pèrlids.